# Louis Florentin Bertèche
Louis Florentin Bertèche, né le 14 octobre 1764 à Sedan (Ardennes), mort le 29 décembre 1841 à Iges (Ardennes), est un colonel français de la Révolution et de l’Empire.

## États de service
Il entre en service le 1er janvier 1779, dans les volontaires étrangers de la marine, devenue légion de Lauzun, et il fait les campagnes de 1779 à 1783 sur mer et en Amérique. Il devient sous-lieutenant le 21 janvier 1781, alors qu’il se trouve sur l’île de Grenade, et il passe avec son grade dans le régiment de la Martinique le 18 mars 1784.
De retour en France en septembre 1786, pour cause de maladie, il reprend du service le 14 mars 1787, comme gendarme dans la compagnie écossaise de la maison du roi à Lunéville. Réformé avec ce corps le 1er juin 1788, il reste dans cette position jusqu’au 18 juin 1791, date où il est intégré dans la gendarmerie nationale avec le grade de lieutenant.
De 1792 à l’an IV, il fait les guerres aux armées du Nord, des côtes de Cherbourg et de l’Ouest. Il reçoit son brevet de capitaine le 6 novembre 1792, et il participe le jour même, aux charges de cavalerie, qui sont faites à la bataille de Jemmapes. Sa conduite est telle qu’elle motive le rapport élogieux envoyé le 5 mars 1793, à la Convention nationale, par le député Marie-Joseph Chénier, car ce jour-là il sauve, au péril de sa vie, le général Beurnonville. Entouré d’ennemis nombreux, et acharnés, après avoir tué douze d’entre eux, et avoir reçu quarante et un coups de sabre, il échappe à une mort presque certaine et parvient à regagner le camp des vainqueurs. Après avoir pris connaissance de ce rapport la Convention décrète, qu’il sera présenté à l’Assemblée nationale par le ministre de la guerre, il se verra apposé sur la tête une couronne de chêne, par le président de la Convention nationale, et recevra un sabre gravé avec ces mots « la République française à Bertèche ».
Le lendemain (7 mars 1793), de sa réception à l’Assemblée nationale, il est nommé lieutenant-colonel de la 1re division de gendarmerie et colonel du 16e régiment de chasseurs à cheval. Fin mai 1794, il est nommé général commandant l’école de Mars, et il exerce cette fonction jusqu’à la dissolution de l’école le 23 octobre 1794.
Le 3 janvier 1795, il reprend le commandement du 16e régiment de chasseurs à cheval, et il fait à la tête de ce corps, la guerre en Vendée. Le 13 octobre 1795, dans une affaire qui a lieu près de Craon, il reçoit un coup de feu à l’épaule droite, qui aggrave l’état d’infirmité dans lequel il se trouve par suite de celles reçues à la bataille de Jemmapes, et il obtient une pension de retraite le 4 août 1796. En 1798, il est appelé comme capitaine en premier au commandement de la 155e compagnie de vétérans, devenue 6e compagnie du 1er bataillon de la 6e demi-brigade de vétérans, puis il est fait chevalier de la Légion d’honneur le 26 novembre 1803 et électeur de l’arrondissement de Sedan. Il est définitivement mis à la retraite le 28 février 1805.
Pendant les Cent-Jours, il est employé comme commandant en second de la place de Sedan, sous les ordres du général baron de Choisy et il est remis en position de retraite au retour des Bourbons.
Retirer à Iges, il est élu au conseil municipal en 1815 et il est nommé maire en 1831. Il meurt dans cette commune le 29 décembre 1841.

## Sources
- A. Lievyns, Jean Maurice Verdot, Pierre Bégat, Fastes de la Légion-d'honneur, biographie de tous les décorés accompagnée de l'histoire législative et réglementaire de l'ordre, Tome 2, Bureau de l’administration, 1842, 344 p. (lire en ligne), p. 275.
- « Cote LH/207/68 », base Léonore, ministère français de la Culture
- Léon Hennet, État militaire de France pour l’année 1793, Siège de la société, Paris, 1903, p. 293.
- Louis Florentin Berteche  sur roglo.eu
- Ch Lacroix, Bertèche (Louis-Florentin), colonel, chevalier de la Légion d'honneur., C.Robbe, 1872.
- Abbé Prégnon, Histoire du pays et de la ville de Sedan: depuis les temps les plus reculés, Volume 3, Charleville-Mézières, Auguste Pouillard, 1872, p. 442.
- Hyacinthe Langlois, Hyacinthe Souvenirs de l'École de Mars et de 1794, F. Baudry (Rouen), 1836, lire en ligne sur Gallica